# Beshir
Beshir, auch Al Bashir, ist eine Stadt im Gouvernement Kirkuk im Norden Iraks. Sie gilt als ein Zentrum der turkmenischen Bevölkerung. Vor der Eroberung durch den IS waren 40 % der Einwohner Turkmenen. Der Ort liegt etwas über 30 km südwestlich der Provinzhauptstadt Kirkuk am Fluss Qara Chay.
Im Juni 2014 waren dann hunderte von Familien aus dem Ort vor dem IS geflohen. Unter anderem wird von einem Massaker durch den IS im Zeitraum zwischen dem 11. und 12. Juni 2015 berichtet, bei dem etwa 700 Turkmenen umkamen.
Mitte März 2015 hieß es, im Ort sei der IS vertrieben worden. Ende April 2015 wurde berichtet, dass sich noch 50 Kämpfer von IS im Ort aufhalten und viele Sprengfallen gelegt hätten.
Anfang Mai 2016 hatten kurdische Peschmerga und turkmenische al-Haschd asch-Schaʿbī den Ort und angrenzende Dörfer komplett unter Kontrolle gebracht.